# آلن نایت (بازیکن فوتبال)
آلن نایت (انگلیسی: Alan Knight؛ زادهٔ ۳ ژوئیهٔ ۱۹۶۱) یک بازیکن فوتبال است.